# Гайленд (Меріленд)
Гайленд (англ. Highland) — переписна місцевість (CDP) в США, в окрузі Говард штату Меріленд. Населення — 1133 особи (2020).

## Географія
Гайленд розташований за координатами 39°11′11″ пн. ш. 76°57′29″ зх. д. / 39.18639° пн. ш. 76.95806° зх. д. (39.186519, -76.957921).  За даними Бюро перепису населення США в 2010 році переписна місцевість мала площу 6,27 км², з яких 6,23 км² — суходіл та 0,04 км² — водойми.

## Демографія
Згідно з переписом 2010 року, у переписній місцевості мешкали 1034 особи в 330 домогосподарствах у складі 270 родин. Густота населення становила 165 осіб/км².  Було 342 помешкання (55/км²).
Расовий склад населення:
| - 81,9 % — білих - 10,6 % — азіатів - 2,9 % — чорних або афроамериканців - 0,6 % — корінних американців - 0,1 % — вихідців з тихоокеанських островів |

До двох чи більше рас належало 3,4 %. Частка іспаномовних становила 1,7 % від усіх жителів.
За віковим діапазоном населення розподілялося таким чином: 29,1 % — особи молодші 18 років, 57,6 % — особи у віці 18—64 років, 13,3 % — особи у віці 65 років та старші. Медіана віку мешканця становила 44,1 року. На 100 осіб жіночої статі у переписній місцевості припадало 95,5 чоловіків;  на 100 жінок у віці від 18 років та старших — 92,4 чоловіків також старших 18 років.
Середній дохід на одне домашнє господарство  становив 256 050 доларів США (медіана — 225 337), а середній дохід на одну сім'ю — 266 832 долари (медіана — 225 721). Медіана доходів становила 126 944 долари для чоловіків та 65 347 доларів для жінок. За межею бідності перебувало 0,8 % осіб, у тому числі 0,0 % дітей у віці до 18 років та 5,1 % осіб у віці 65 років та старших.
Цивільне працевлаштоване населення становило 572 особи. Основні галузі зайнятості: науковці, спеціалісти, менеджери — 23,8 %, освіта, охорона здоров'я та соціальна допомога — 20,8 %, публічна адміністрація — 11,2 %, роздрібна торгівля — 7,9 %.